# Подгорица (община)
Подгорица (черног. Главни град Подгорица) — одна из 25 общин Черногории. Административный центр — столица страны, город Подгорица. Община составляет 10,4 % всей территории Черногории и 29,9 % всего населения.

## Администрация
Община управляется мэром города Подгорица и городским собранием. Городское собрание Подгорицы — это 60 человек, избераемых на четырёхлетний срок. Мэр города выполняет исполнительные функции в общине и столице.

## Состав городского собрания
| Партия | Партия   | Мест в городском собрании | Местное самоуправление |
| ------ | -------- | ------------------------- | ---------------------- |
|        | ДПС      | 19 из 59                  | TBD                    |
|        | ЗБЧ      | 9 из 59                   | TBD                    |
|        | ПЕС      | 8 из 59                   | TBD                    |
|        | ДЧ       | 6 из 59                   | TBD                    |
|        | PzPG     | 4 из 59                   | TBD                    |
|        | СДПЧ     | 3 из 59                   | TBD                    |
|        | GpUra    | 2 из 59                   | TBD                    |
|        | PREOKRET | 2 из 59                   | TBD                    |
|        | SEP      | 2 из 59                   | TBD                    |
|        | СНЧП     | 1 из 59                   | TBD                    |
|        | УЦГ      | 1 из 59                   | TBD                    |
|        | PCG      | 1 из 59                   | TBD                    |
|        | SCG      | 1 из 59                   | TBD                    |

## География
Община расположена в центральной восточной части Черногории, простираясь на 1441 км², заняв второе место по территории среди общин после Никшича. Подгорица находится возле Скадарского озера, в том числе включая в себя Зетскую равнину. Территория общины также проходит по Динарским Альпам. Так, этот муниципалитет занимает достаточно хорошую гегорафическую позицию, имея как озера и горы, так и плодородные равнины.

## Население
По переписи 2023 года, население общины составляло 179 505 человек
| Этническая принадлежность(2023) | Количество | Процент от населения |
| ------------------------------- | ---------- | -------------------- |
| Черногорцы                      | 97,894     | 54.54 %              |
| Сербы                           | 55,365     | 30.84 %              |
| Босняки                         | 4,697      | 2.62 %               |
| Цыгане                          | 3,431      | 1.91 %               |
| Албанцы                         | 1,780      | 0.99 %               |
| Мусульмане (Этническая группа)  | 1,559      | 0.87 %               |
| Другие                          |            |                      |